# 3-я ракетная бригада
3-я ракетная бригада (сокр. 3 рбр, в/ч 33558) — тактическое соединение Сухопутных войск Российской Федерации.
Дислоцируется соединение в пгт Горный Забайкальского края. Находится в составе 29-й гвардейской общевойсковой армии.

## История
3-я ракетная бригада создана в 2016 году в составе 29-й общевойсковой армии Восточного военного округа.
Соединение первоначально было оснащено тактическим ракетным комплексом Точка-У.
В 2017 году бригаду перевооружили на оперативно-тактический ракетный комплекс (ОТРК) 9К720 «Искандер». Военнослужащие ракетного соединения прошли переобучение на новые «Искандеры», провели успешные боевые пуски ракет на полигоне Капустин Яр и прибыли в пункт постоянной дислокации с новой техникой.